# Teblomman

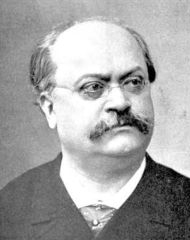
Charles Lecocq

Teblomman (franska: Fleur-de-thé) är en operett (opéra bouffe) i tre akter med musik av Charles Lecocq.  Libretto av Henri Chivot och Alfred Duru. Den handlar om en fransk barägare, som räddas från ett bigamiäktenskap med en aristokratisk ung kvinna av sin äkta hustru, med hjälp av champagne och franska sjömän. Handlingen utspelas i Kina för att tilltala 1860-talets franska fascination för kineseri.
Operetten hade premiär på Théâtre l'Athénée-Comique i Paris den 11 april 1868. Det var Lecocqs första verkliga succé och den spelades hela säsongen. Under de kommande tre åren gavs den i flera uppsättningar.

## Historia och premiär
Lecocq åtnjöt en tidig succé 1856 då han och Georges Bizet delade förstapris i en kompositionstävling för komiska operor arrangerad av Jacques Offenbach. Utan kontakter att säkra beställningar från Paristeatrar tillbringade Lecocq decenniet obemärkt och arbetade som lärare, ackompanjatör och repetitör. Hans lycka kom 1867 då William Busnach, ledaren för Théâtre de l'Athénée engagerade honom. Hans första tvåaktare L'Amour et son carquois, med premiär i januar 1868, blev en a modest succé, och Busnach beställde ett verk i tre akter. Lecocq sattes att samarbeta med den etablerade librettistduon Alfred Duru och Henri Chivot. Lecocq och hans medarbetare lät stycket utspelas i Kina för att tilltala den franska smaken för orientalism.
Det var nära att operetten aldrig fick premiär: kören lämnade generalrepetitionen då de inte hade fått betalt, men Busnach lyckades får fram pengarna. När väl premiären var över den 11 april 1868 blev såväl artisterna som publiken entusiastiska över stycket. barytonsångaren Désiré], som sjöng rollen som mandarinen, sa vid sista ridåfallet att detta hade varit den bästa uppsättningen någonsin på Théâtre l'Athénée-Comique.

## Nypremiärer
Efter att Teblomman hade spelats säsongen ut, återkom den i en nypremiär i september 1869 på den större Théâtre des Variétés. 1871 tog ett franskt operasällskap operetten till London där den spelades på Lyceum Theatre för en hänförd publik däribland flera av den kungliga familjen. Stycket spelades i New York samma år. En engelsk översättning av J. H. Jarvis framfördes på Criterion Theatre i London 1875.

## Recensioner och kritik
De första recensionerna av operetten var entusiastiska. Le Ménestrel fann librettot mycket roligt och noterade att Lecocqs musik visade på en kompositör med ett temperament av äkta glädje. L'indépendance dramatique prisade texten, sångarna och partituret. Den enda invändningen var att Lecocq inte hade tagit tillfället att införliva någon äkta kinesisk musik, och att finalen gränsade till det vulgära till skillnad från resten av musiken. Recensenten för Paris-programme sade att stycket skulle komma att tilltala hela Paris. "Denna musikaliska fantasi är obeskrivbar, den måste ses för att riktigt uppskattas. Det finns inget fyndigare, roligare, mer kokett, bättre påhittat, bättre spelat än Fleur-de-Thé." Kritikern tillade att Lecocqs musik skulle göra Hervé och Offenbach avundsjuka. Efter att stycket hade spelats i USA ansåg The New York Times det som "ett av de mest utsökta buffo operorna för stunden ... Den är fylld av enkla melodier; musiknumren är orkestrerade med oändlig smak".

## Personer
- Eustache Pinsonnet barägare – M Sytter
- Tien-Tien Mandarin, polischef – M Désiré
- Ka-o-Lin Kapten för armén "Tigrarna" – M Léonce
- Césarine Pinsonnets hustru – Mlle Irma Marié
- Fleur-de-Thé (Teblomman) Tien-Tiens dotter – Mlle Lucie Cabel
- Corbillon Rorsman – M Fontenelle

## Handling

### Akt 1
En fransk bar vid en kinesisk flod

Mandarinen och polischefen Tien-Tien är på väg till hamnen för att besöka den franske krigsfången La Pintade. Hans dotter, Fleur-de-Thé, har bett att få följa med men då detta strider mot kinesisk sedvänja har han vägrat göra så. Hon bestämmer sig för att gå ensam och skickar bud efter en bärstol. Då bärarna skräms av et buller överger de henne ensam på gatan. Hon söker skydd i närmaste hus, vilket visar sig vara en cantine française – en bar för sjömän och bybor - som drivs av Pinsonnet och dennes hustru Césarine. Pinsonnet blir betagen av den vackra kvinnan och erbjuder Fleur-de-Thé sitt skydd. När hennes fader oanmäld för entré gömmer hon sig i rummet intill. Hon upptäcks av den svartsjuka Césarine, som omedelbart överlämnar henne till fadern. Enligt sedvänja förkunnar Tien-Tien att när en ogift kinesisk kvinna blir sedd av en främling måste han gifta sig med henne eller avrättas. Pinsonnet arresteras.

### Akt 2
Tien-Tiens residens

Pinsonnet ges alternativet att gifta sig eller få en påle genom kroppen. Han förklarar att han redan är gift, men detta betyder ingenting för kineserna då de anser att ett franskt äktenskap är inget äktenskap alls. Han går inte helt ovilligt med på att bli en kinesisk brudgum. Han upphöjs till mandarin för att kunna bli värdig Tien-Tiens dotter. Detta motsätts av hennes forne fästman, soldaten Ka-o-Lin. Césarine anländer med vin till Tien-Tien. Förvånad upptäcker hon sin make i Tien-Tiens hus på väg att gifta sig med hans dotter. Hon blir vred men samtidigt förnöjd då hon inser att Fleur-de-Thé hatar situationen lika mycket som hon gör. De kommer överens om att Fleur-de-Thé ska rymma med Ka-o-Lin, och Césarine, gömd bakom brudslöjan, ska låtsas vara bruden. Planen misslyckas då alla portar vaktas strikt.

### Akt 3
Den blå kiosken – en liten paviljon

Pinsonnet försöker övertala sin hustru att bli hans andra fru eller en extra hustru: dylika ting, säger han, är vanliga i Kina, se bara på Tien-Tiens tolv fruar. Césarine låtsas gå med på detta och tillsammans med Fleur-de-Thé plågar de honom tills han är utled på tanken på bigami. Tien-Tien upptäcker Césarines plan och dömer Pinsonnet att pålas. Césarine använder champagne som ett vapen och förser Tien-Tien med Veuve Clicquot. Paret Pinsonnets räddas av sjömän från franska flottan och förs i säkerhet.

## Musiknummer

### Akt I
- Ouverture
- Chœur de Matelots – "A boire! à boire! à boire!"
- Chanson de la Cantinière – "Vivandière, Cantinière"
- Couplets de Pinsonnet – "J'ai couru grossir la foule"
- Duo de Fleur-de-Thé et Pinsonnet – "A l'éviter j'ai réussi" – "Depuis longtemps ayant l'envie"
- Chœur de Chinois – "Vive le grand Tien-Tien!"
- Chinoiserie, chantée par Tien-Tien – "Je suis clairvoyant connue un sphinx "
- Morceau d'ensemble – "Ah! quelle étrange aventure!"
- Final – "Avançons avec prudence"

### Akt II
- Entr'acte "
- Trio – "La loi du Tsinn est fort claire"
- Confidence, chantée par Ka-o-Lin – "Je suis né dans le Japon"
- Scène du mariage – "Au son du gong, de la cithare"
- Ariette, chantée par Césarine – "En tous pays l'homme est un être"
- Final – "L'astre aux rayons d'opale"

### Akt III
- Entr'acte
- Romance, chantée par Pinsonnet – "Césarine à mes vœux docile"
- Duo de Pinsonnet et Césarine – "Rappelle-toi, ma chère amie"
- Couplets de l'alcôve – "Ensuite, dans la nuit obscure"
- Chœur – "Honneur, honneur, honneur!"
- Ronde du Clicquot et final – "Ce n'est pas un vin de carême"